# CFM International
CFM International é uma joint venture entre a Daimler AG e a GE que visa à produção dos motores CFM56 e LEAP-X.